# Rantířov (nádraží)
Rantířov je železniční stanice v západní části obce Rantířov v okrese Jihlava, v Kraji Vysočina při řece Jihlavě. Leží na elektrizované jednokolejné trati Havlíčkův Brod – Veselí nad Lužnicí (25 kV, 50 Hz AC).

## Historie
Zastávka byla vybudována státní společností Českomoravská transverzální dráha (BMTB), jež usilovala o dostavbu traťového koridoru propojujícího již existující železnice v ose od západních Čech po Trenčianskou Teplou. 3. listopadu 1887 byl zahájen pravidelný provoz v úseku z Veselí nad Lužnicí do Jihlavy. Vzhled budovy byl vytvořen dle typizovaného architektonického vzoru shodného pro všechna nádraží v majetku BMTB.
Českomoravská transverzální dráha byla roku 1918 začleněna do sítě ČSD.
Elektrický provoz na trati procházející stanicí byl zahájen 28. května 1980.

## Popis
Nacházejí se zde dvě jednostranná úrovňová nástupiště, k příchodu k vlakům slouží přechody přes koleje.